# 箕島神社
箕島神社（みしまじんじゃ）は、滋賀県高島市にある神社。式内社、箕島神社（みしまじんじゃ）に比定される。
火災のため記録を喪失しており、創建由緒不明。ただし、式内社の高島郡箕島神社に比定されており、延喜式神名帳が編纂された927年以前の創建となる。
主祭神は、箕島が三島（みしま）と同音で、俗に三島明神と呼ばれるため、三島・大山祇信仰ともされ、大山積神が充てられる。この他、事代主神や天神玉命とされる場合もある。

## 祭神
主祭神
- 大山積神（式内社調査報告、滋賀県神社誌、滋賀県神社庁、神社明細帳、高島郡誌に拠る）

摂社
- 結神社